# لیکوود (تنسی)
لیکوود(به انگلیسی: Lakewood) شهری در ایالت تنسی کشور ایالات متحده آمریکا است که جمعیت آن در سرشماری سال ۲۰۱۰ میلادی، ۲٬۳۰۲ نفر بوده‌است.